# Saint-Marien
Saint-Marien este o comună în departamentul Creuse din centrul Franței. În 2009 avea o populație de 179 de locuitori.

## Evoluția populației
| An        | 1975 | 1982 | 1990 | 1999 | 2006 | 2009 |
| --------- | ---- | ---- | ---- | ---- | ---- | ---- |
| Populație | 304  | 262  | 232  | 186  | 175  | 179  |